# Зара Якоб
Зара Якоб (1399–1468) — негус Ефіопії з Соломонової династії. Був молодшим сином імператора Девіта I

## Життєпис
Зара Якоб був одним з найвизначніших правителів Ефіопії. Мав тронне ім'я Куастантінос І. Народився у містечку Тулк, що у сучасному ефіопському районі Оромія. Після смерті батька був ув'язнений своїм старшим братом, імператором Теводросом I, але не був виключений з черги спадкування престолу.
Був проголошений імператором 1434 року, коронований в Аксумі 1436. Після викриття змов проти своєї влади усунув кількох губернаторів провінцій, підкоривши ті території своїм дочкам. Царювання Зара Якоба позначилось боротьбою з сепаратистськими виступами, мусульманськими сусідами та релігійно-єретичними рухами. Був одружений з Єлені, дочкою Мехмета, царя Хадії.
Імператор провів кілька реформ (адміністративну, церковну тощо), що зміцнили централізовану владу, було розв'язано суперечки всередині церкви, й вона стала підконтрольною негусу, отримавши при цьому значні земельні володіння. Була затверджена верховна влада імператора на землю, у той же час Зара Якоб щедро роздавав її своїм прибічникам.
1445 року розгромив військо Баглай-ад-діна, султана Адалу, держави, створеної народом афар, посилив вплив Ефіопії на півдні серед народу сідамо. Потім здійснював невдалі походи на північ проти племен агау та фалаша. Близько 1456 року він, прийнявши яскраве світло у небі (імовірно, комету Галлея) за знамення, заснував місто Дебре-Бархан («Гора світла») та зробив його своєю столицею. На околицях своєї імперії засновував монастирі та військові поселення. 1453 року імператор зазнав замаху, після якого Зара Якоб, який уже до кінця свого царювання відзначався деспотизмом, почав з особливою жорстокістю переслідувати своїх противників і критиків.
Палкий релігійний фанатик, Зара Якоб розпочав жорстокий терор проти «єретиків» та «поганців». Стефанітів, представників аскетичної течії в Ефіопській церкві, він засуджував до тортур і побиття камінням. Серед інших імператор стратив за «поклоніння Дасаку» чотирьох власних синів. Незадовго до своєї смерті Зара Якоб замордував до смерті одну зі своїх дружин, звинувачену у змові, та ледь не стратив її сина Баеда Мар'яма за проведення поминальної обідні по матері. Утім, конфлікт було залагоджено, і Баеда Мар'ям був названий офіційним наступником Зара Якоба.
Посольства Зара Якоба на чолі з сицилійцем П'єтро Ромбуло відвідали Індію, Рим та Арагон. Окрім того, за часів його правління делегація Ефіопської церкви на запрошення папи Євгенія IV відвідала Флорентійський церковний собор.
Зара Якоб опікувався церковною культурою та літературою; він відомий також як письменник, автор релігійно-дидактичних творів. Серед його творів — три значні богословські трактати: «Книга Світла», «Книга Різдва» і «Книга Трійці».

## У культурі
Зара Якоб є персонажем комп'ютерної гри Civilization IV: Beyond the Sword як лідер ефіопської цивілізації.